# Ohilimia
Genre
Ohilimia est un genre d'araignées aranéomorphes de la famille des Salticidae.

## Distribution

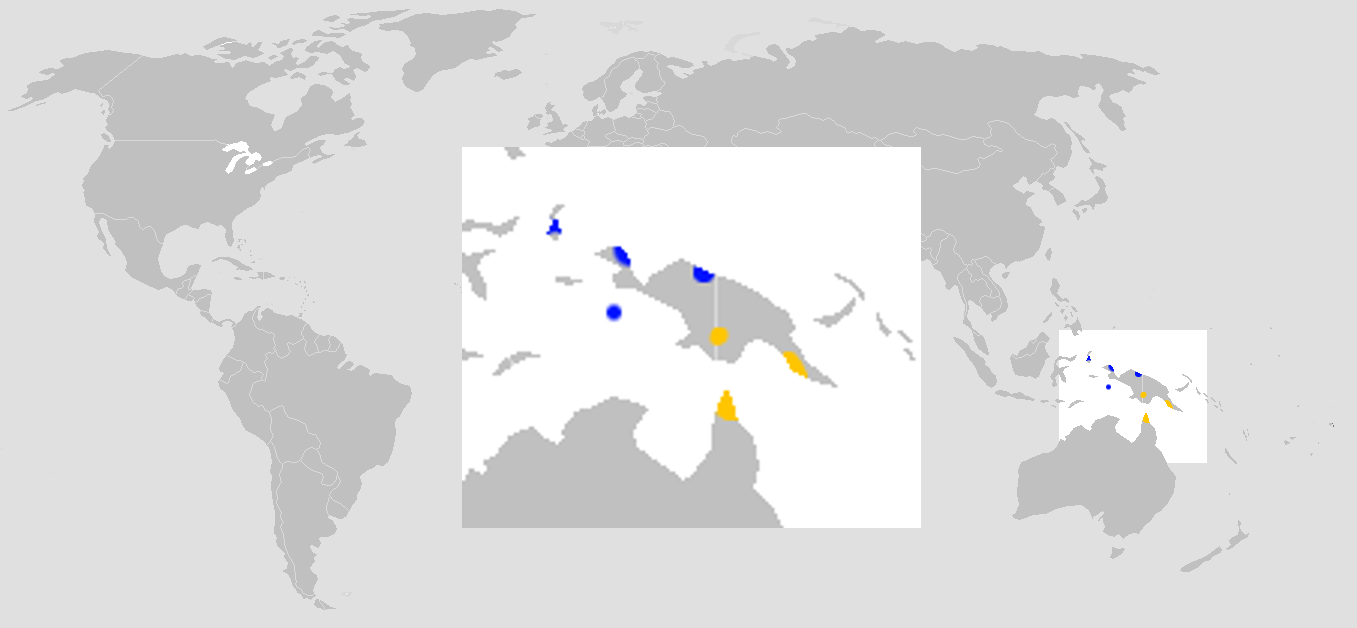
Distribution des espèces du genre Ohilimia

Les espèces de ce genre se rencontrent en Océanie et aux Moluques.

## Liste des espèces
Selon World Spider Catalog (version 18.0, 28/04/2017) :
- Ohilimia albomaculata (Thorell, 1881)
- Ohilimia laensis Gardzińska & Patoleta, 2010
- Ohilimia scutellata (Kritscher, 1959)

## Publication originale
- Strand, 1911 : Araneae von den Aru- und Kei-Inseln. Abhandlungen der senckenbergischen naturforschenden Gesellschaft, vol. 34, p. 127-199 (texte intégral).